# Rastkogel
El Rastkogel es una montaña piramidal de 2.762 metros de altura que se encuentra en la cresta principal de los Alpes Tux, en el estado federal austriaco de Tirol. 

## Ubicación y área

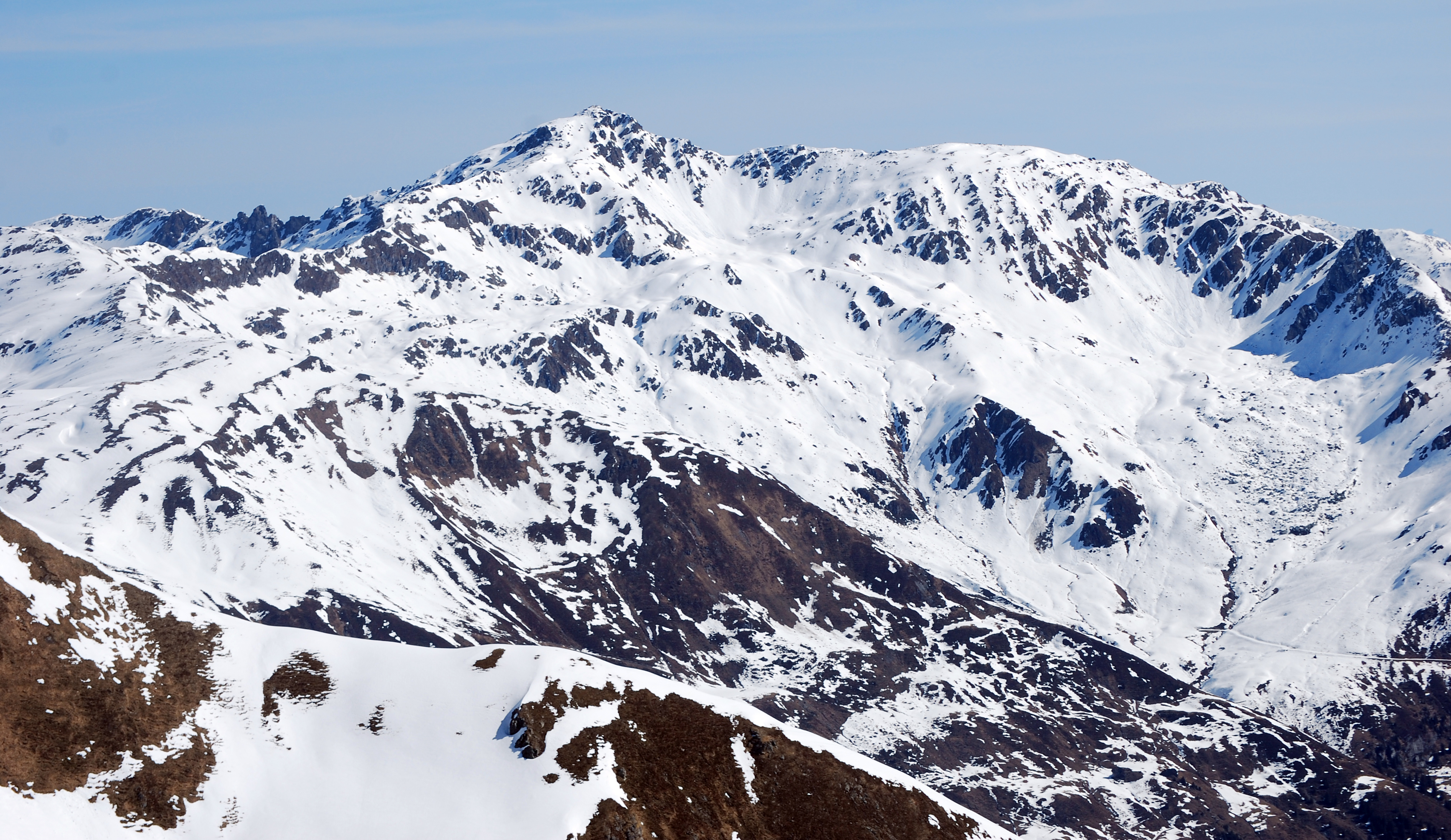
El Rastkogel visto desde el suroeste.

El Rastkogel se encuentra a cinco kilómetros al norte-noreste en el Tuxertal, el valle lateral más occidental del Zillertal, a un vuelo de pájaro de Vorderlanersbach (municipio de Tux). Sus picos vecinos son: al oeste, separados por el collado de Nurpensjoch (2.525 m), la Halslspitze a 2.574 metros, y más allá sobre el Wattentaler Lizum, el Hirzer (2.725 m). Al norte se encuentra el Roßkopf (2.576 m) y - sobresaliendo en el valle del Inn - el Gilfert (2.506 m) y, al este, separado por el Hoarbergjoch (2.590 m), el Pangert a 2.550 metros. 

Debido a su prominente ubicación en el sur del Tuxertal, el Rastkogel es una montaña muy frecuentada. En su cima, la cresta se divide como una cruz en las tres direcciones mencionadas, aunque sus paredes rocosas están orientadas principalmente en dirección norte-sur. Hacia el sur el macizo desciende relativamente abrupto hacia el Tuxertal. 

## Bases y rutas a la cumbre

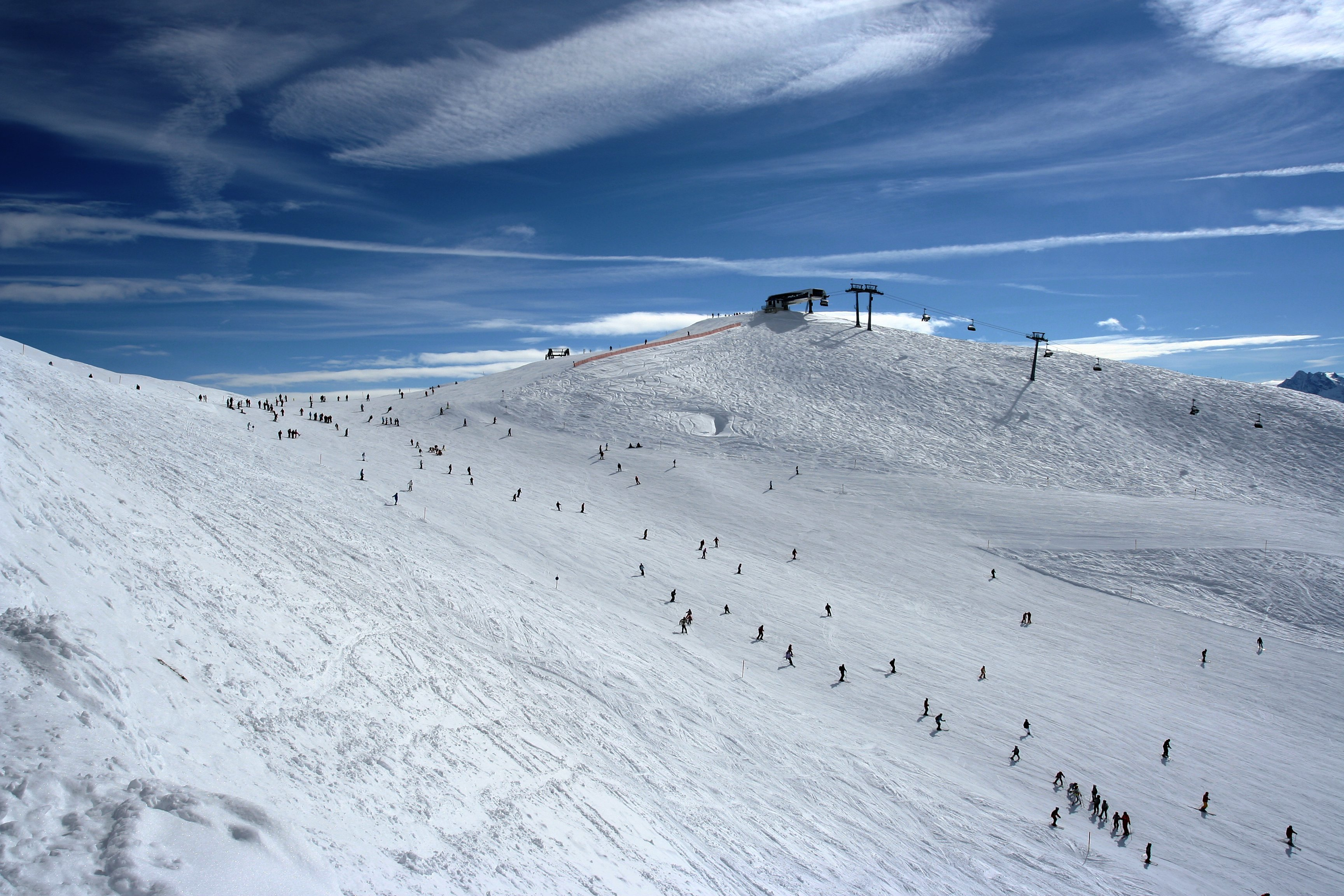
Remontes en el Rastkogel.

El ascenso al Rastkogel como una caminata de montaña alpina por la ruta normal, que es la más fácil, dura unas 3 horas, y se aproxima por el norte a través de la cresta sureste (Südostgrat) desde el refugio Rastkogel (2.117 m). Otra ruta va desde el refugio Weidener (1.799 m) hacia el noroeste por el Haslspitze y la cresta oeste (Westgrat) y tarda unas cuatro horas en alcanzar la cumbre. 
En el flanco suroeste de los Rastkogels hay una zona de esquí a la que se llega desde Vorderlanersbach en un telesilla. 
Una ruta popular para los que se alojan en Mayrhofen es tomar el remonte de Penken hasta la estación superior y luego caminar por la ruta 23 hasta Penkenjoch con vistas a los Alpes de Zillertal. A continuación se debe seguir la ruta 57 (claramente señalizada) pasando por el refugio de Wanglalm. La ruta 57 sube hasta la cima del Wanglspitze a 2420 m y continúa hasta Hoarbergjoch a 2590 m. Se continua en dirección NNW por la ruta 57 hasta que se une a la ruta 51. Luego por la ruta 51 que se hace más empinada hasta llegar a la cresta. Se gira hacia el oeste por un sendero bien marcado que conduce a la cumbre de Rastkogel. En el km final se mezclan los caminos. El tiempo recomendado para la caminata es de 3,5 a 4 horas en cada dirección. Estos tiempos son para un caminante medio en buenas condiciones. El ascenso al Penken comienza a las 9.00 a. m. y el último descenso es a las 4.30 p. m. (2011). Vale la pena comprobarlo antes de empezar, ya que si no hay más remontes son otras 2 o 3 horas de caminata hasta Mayrhofen (el mapa 33 Zillertaller Alpen de Mayr de 1:35000 tiene todos los números de ruta de la zona claramente marcados).